# 石井克則
石井克則（いしい よしのり、1945年2月16日 - ）は日本のジャーナリスト。

## 経歴
1945年福島県生まれ。1967年共同通信社入社。秋田支局、仙台支社を経て主に社会部に籍を置き、警視庁（青酸コーラ殺人事件、青酸チョコ事件、グリコ・森永事件などを取材）、厚生省（現在の厚生労働省）を担当。遊軍記者としても事件や社会福祉問題を中心に取材した。3億円事件、ロッキード事件など昭和史に残る事件、中国残留日本人孤児（中国残留孤児）問題、がんの免疫療法剤・丸山ワクチン認可問題、医薬品製造認可をめぐるデータねつ造事件などの取材にかかわる。
　警視庁担当時代（２回、計５年）には前述の青酸コーラ殺人事件（1977年1月。公衆電話ボックスなどに置かれた劇物の青酸ソーダが入ったコーラを飲んだ2人が死亡）、青酸チョコレート事件（1977年2月。青酸が入ったチョコレートが東京駅八重洲口と神田駅に置かれているのが見つかった。同時に多数の人命を狙った事件として騒がれた。神田駅の事件は共同通信の特ダネ）、グリコ・森永事件などを取材している。
　このほか厚生省担当時代、ソロモン諸島国首都ホニアラ（ガダルカナル島）のアウンステン山山麓に完成した平和祈念公園除幕式の取材に出張。式典後、祈念公園から乗ったバスが暴走、横転した事故で肩に重傷を負った。この事故では石井を含め３０人が重軽傷を負った。
　中国残留孤児問題では、旧満州（中国東北部）の主要地を数回取材、多くの孤児の話を聞いた。1939年5月から同年9月にかけ、旧満州国とモンゴル人民共和国の国境線を巡って旧ソ連と日本軍が衝突した「ノモンハン事件」の現地にも入り、取材をしている。　
　社会部次長・編集委員時代はリクルート事件のデスクを担当。社会部を離れてからは札幌支社編集部長、整理部長、浦和支局長、ニュースセンター副センター長、札幌支社長、メディア局長などを務めた[1]。2005年に定年退社後、フリーのジャーナリストとして社会福祉問題や動物（犬）関係の記事[2]を中心に書いている。2006年から始めたブログ『小径を行く』[3]は、2024年11月に2650回に到達している。
　社会部記者時代に取材した縁で、中国残留婦人で医師の久保田緑さんの波乱に飛んだ生涯をまとめた『コスモスの詩 松花江にときは流れて』を初めて著書にした。さらに、羽根つき餃子として知られる東京・蒲田の中国料理店「你好（ニイハオ）」の創業者、八木功（元中国残留邦人）とは長く交流を続け、八木の半生を『「你好」羽根つき餃子とともに: 二つの祖国に生きて』として出版した。
　新宿署を拠点にしたサツ回り時代は朝日、毎日、読売、産経、東京、時事通信、NHKの記者が在籍し、ともに当時発覚したロッキード事件で児玉番を担当したという。

## 著書
- 『輝く瞳とともに アジアの途上国に学校をつくった人たちの物語』かんき出版、2014

- 『「你好」羽根つき餃子とともに: 二つの祖国に生きて』三一書房、2017

- 『コスモスの詩 松花江にときは流れて』みずち書房、1984

- 『わたしはハナ～あるゴールデンレトリーバーの物語』Kindle版 (電子書籍),2013

- 『現代の風景　3・11前後の日本社会　（上）』Kindle版 (電子書籍)、2013

- 『ふるさとの空へ～3・11前後の日本社会（下）』Kindle版 (電子書籍)、2013

- 『輝く瞳に会いに行こう～ラオス、トルコそして～』Kindle版 (電子書籍)、2013

出典
『「你好」羽根つき餃子とともに: 二つの祖国に生きて』
　季刊誌「RETRIEVER」97号（2019・10）
　ブログ『小径を行く』